# Jean-Baptiste François Desoria
Jean-Baptiste François Desoria, né à Paris en 1758, et mort à Cambrai le 21 septembre 1832,, est un peintre néoclassique français.

## Biographie
Jean-Baptiste François Desoria s'est surtout spécialisé dans les peintures historiques dans le style de son contemporain Jacques-Louis David. Il est l'élève de Jean Restout à partir de 1782. En 1788, il va étudier à Rome où il se lie d'amitié avec Charles Garnier. Il revient à Paris, où il réside de 1792 à 1821, et réalise parallèlement à des peintures d'histoire, un grand nombre de portraits de l'aristocratie ou du milieu du théâtre qui sont régulièrement exposés au Salon. En 1821, il est nommé directeur de l'école des beaux-arts de la Moselle qui vient d'être fondée. Il s'installe à Metz jusqu'en 1825, date de fermeture de l'école des beaux-arts.

## Collections publiques
- Musée d'Évreux : Portrait de François Rever, 1792, huile sur toile, 61 × 49,5 cm

## Galerie

Œuvres de Jean-Baptiste François Desoria
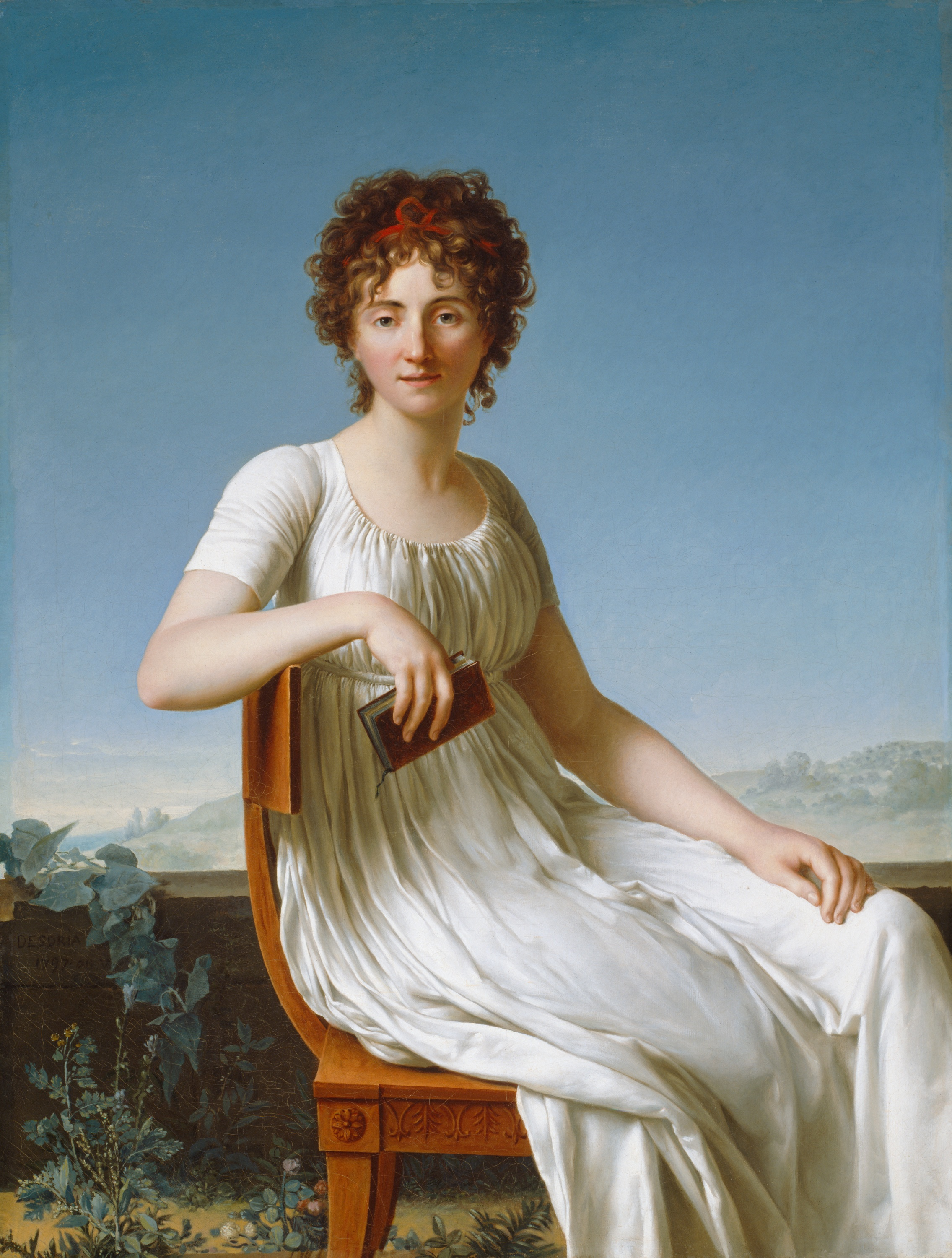
Portrait de Constance Pipelet (1797), Art Institute of Chicago.
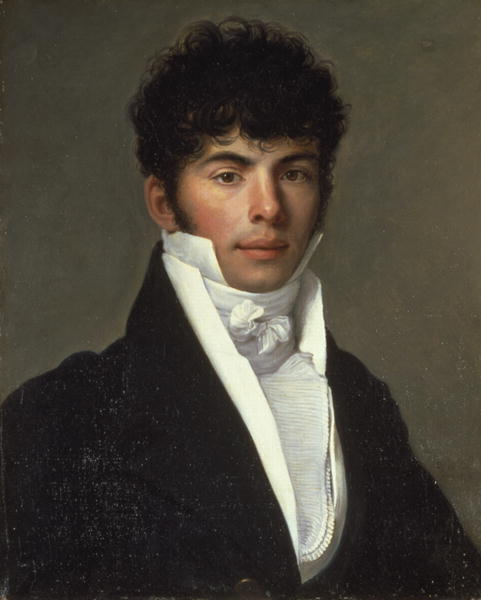
Portrait d'Amédée-Auguste-Joseph Perier (1808), musée de la Révolution française.
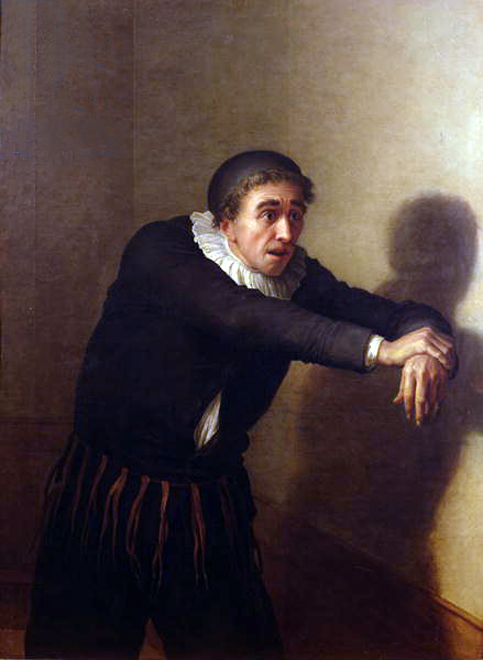
L'Acteur Grandmesnil, Paris, Comédie-Française.